# Xie (Xia)
Xie (chiń. 泄) – 10. władca Chin z dynastii Xia, panujący w latach 1996–1981 p.n.e.